# Argostemma psychotrichoides
Argostemma psychotrichoides är en måreväxtart som beskrevs av Henry Nicholas Ridley. Argostemma psychotrichoides ingår i släktet Argostemma och familjen måreväxter. Inga underarter finns listade i Catalogue of Life.